# Chris Hallam
Chris Hallam (muerto el 16 de agosto de 2013) fue un atleta paralímpico de silla de ruedas galés. Ganó medallas de natación y carreras de sillas de ruedas en los Juegos Paralímpicos de Verano de 1988 en Seúl, Corea del Sur, los Juegos de 1992 en Barcelona, España, y los Juegos de Atlanta, Georgia, Estados Unidos de 1996. También fue dos veces ganador de la Maratón de Londres, establecimiento de registros récords en sus victorias en 1985 y 1987.